# Le Campanile
Le Campanile est une nouvelle d'Herman Melville publiée en 1855 dans la revue Putnam's Monthly Magazine.

## Historique
Le Campanile est une nouvelle d'Herman Melville publiée en 1855 dans la revue Putnam's Monthly Magazine puis en 1856 dans le recueil de nouvelles The Piazza Tales (traduit en français par Les Contes de la véranda).

## Résumé
Dans l'Italie de la Renaissance, l'ingénieur Bannadonna construit un campanile « titanesque » et fond pour le beffroi un gros bourdon ouvragé. De plus, il prévoit un automate pour frapper les heures. Mais le jour de l'inauguration, on trouve l'inventeur tué par son jacquemart...

## Éditions en anglais
- Le Campanile, dans la revue Putnam's Monthly Magazine d'août 1855.
- Le Campanile, chez l'éditeur Dix & Edwards à New York, 1856.

## Traductions en français
- Le Campanile, traduit par Pierre Leyris, Fontaine, coll. « L'Âge d'or », 1945.
- Le Campanile, traduction revue par Philippe Jaworski, Herman Melville, Œuvres, IV , Bibliothèque de la Pléiade, éditions Gallimard, 2010.